# 亀山つとむのかめ友 Sports Man Day
『亀山つとむのかめ友 Sports Man Day』（かめやまつとむのかめとも スポーツマンデー）は、毎日放送（MBSラジオ）で2009年4月6日から2016年3月21日まで毎週月曜日の夕方に放送された番組。『いざゆけ八木裕!』の後を継ぐ形で始まった生放送のスポーツ情報番組で、亀山つとむ（毎日放送野球解説者、元・阪神タイガース内野手→外野手）の冠番組でもある。
放送時間は基本として、18:00 - 19:00（いずれもJST）。ただし、編成上の事情から、放送時間は放送時期によって異なる。
また、月曜日にプロ野球のナイトゲームを中継する場合には、当番組の放送を休止。ただし、予備カードを含めて対象試合の中止が中継予定時刻までに決まった場合には、レギュラー放送に戻していた。

## 概要
2008年末に、毎日放送の野球解説者だった八木裕が、二軍打撃コーチとして阪神タイガース（以下「阪神」と略記）に復帰。当時メインパーソナリティを務めていた『いざゆけ八木裕!』（以下『いざゆけ』）へのレギュラー出演が難しくなった。そこでMBSラジオでは、2009年4月改編で同番組を終了。同番組にレギュラーで出演していた阪神時代のチームメート・亀山をメインパーソナリティに、スポンサー・出演者・コーナーの一部を引き継ぐ形で、当番組の放送を始めた。
当番組では毎週、近畿地方や毎日放送の番組に縁のあるスポーツ関係者（後述）が、「かめ友」（週替わりゲスト）として登場。阪神タイガースやプロ野球に限らず、かめ友と関係の深いサッカー、ラグビー、バレーボールなど、スポーツ全般の情報や話題を幅広く取り上げる。かめ友の中には、亀山がGAORAでMCを務める『亀ちゃんのタイガースに檄!』→『マンデータイガースTV』にもゲストで出演するプロ野球関係者が含まれる。また、毎年2月中旬の放送は、阪神タイガースの春季キャンプ地・宜野座村（沖縄県）からの全編生中継になる。
2008年度までのMBSラジオでは、『MBSタイガースナイター』（2012年から『MBSタイガースライブ』、2014年から『MBSベースボールパーク』に改称）が放送される期間の17時台後半に、太田幸司などが阪神タイガース以外のプロ野球情報やMLBの日本人選手情報を『「ほっと」インフォメーション』などで伝えていた。しかし、2009年4月から同時間帯が『ノムラでノムラだ♪ EXトラ!』の阪神情報・特集コーナーに変わったため、当番組で上記の情報をまとめて取り上げている。
ちなみに、オープニングテーマやCM前後のジングルには、亀山自身がファンであるBOØWYの楽曲を採用。2009年6月29日の放送では、7月2日に誕生日を迎える亀山に向けて、高橋まこと（BOØWYの元ドラマー）からのメッセージが紹介された。
MBSラジオがナイターオフ編成に入った2009年10月からは、スポンサーを変更したほか、新たな企画やコーナーを実施している（後述）。同年12月9日からは、毎週火曜日の午後に、前日放送分の音源をインターネットで1週間限定配信。著作権未処理の楽曲などを除いて、放送済みの内容からほぼ全編を、関西地方を含む全世界で聴けるようになった。当初は当番組の公式サイトから音源を原則として1週間限定で配信していたが、2013年7月8日放送分からはYouTube上の同局公式チャンネルからの配信に変更。同チャンネルでは、変更後に配信した音源もすべて公開している。このことは常に番組冒頭で説明している。なお2014年9月1日からはこれに「radikoプレミアム・エリアフリー（radikoの有料会員制サービス）」でも生放送を聞くことができるようになった（#外部リンクを参照）。
2013年7月29日の放送分で、通算の放送回数が200回に到達。同年8月19日には、200回突破記念の特別企画として、毎日放送東京支社スタジオでの事前収録による亀山・亀井・高橋の鼎談が放送された。
2014年度には、『ノムラでノムラだ♪ EXトラ!』がタイトルを『ノムラでノムラだ♪』に戻すとともに、放送時間を16:00 - 17:46に短縮。当番組では、放送開始時間を17:46に繰り上げることによって、放送枠を拡大していた。しかし、『ノムラでノムラだ♪』は2015年4月改編で終了。後継番組の『上泉雄一のええなぁ!』が月曜日の放送枠を15:30 - 18:00に設定する関係で、当番組は18:00からの1時間番組に戻っている。
2016年3月21日放送分で終了。翌週（同月28日）からは、当番組の放送枠の一部（18:00 - 18:30）で『亀山つとむのスポーツマンデー!』を編成するとともに、亀井に代わって市川いずみ・山田スタジアムがパートナーを務める。

## 放送時間
放送日はいずれも月曜日
- 2009年4月6日 - 2010年3月29日 18:00 - 19:00
- 2010年4月5日 - 4月29日 18:00 - 19:30
  - 後枠番組『ほぐすらじお』（19:00 - 19:30）の放送終了を機に、同番組の放送枠を吸収。
- 2010年5月10日 - 12月27日 18:00 - 19:00
  - 『星野仙一の熱血・仙一夜』（事前収録による星野仙一初の冠番組）の放送開始を機に、後半30分の放送枠を再び分離。
- 2011年1月10日 - 3月28日 18:00 - 19:30
  - 『星野仙一の熱血・仙一夜』の放送終了を機に、再び放送枠を拡大。放送上は、同年最初の放送（1月3日）に当たる特別番組「かめ友 新春番外編!亀山つとむの“薩摩っ子くらぶ”結成記念スペシャル」（後述）から、上記の放送枠を適用している。
- 2011年4月4日 - 6月27日 18:00 - 19:00
  - 『ほぐすらじお』のレギュラー放送を復活させた関係で、放送枠を短縮。
- 2011年7月4日 - 2013年3月25日 18:00 - 18:50
  - 18:50 - 19:00に『政策情報　官邸発』（TBSラジオ制作）のネット受け枠を新設した関係で、放送枠を短縮。
- 2013年4月1日 - 2014年3月24日　18:00 - 19:00
  - 『政策情報　官邸発』が終了したため、2年振りに60分枠で放送。
- 2014年3月31日 - 2015年3月23日　17:46 - 19:00
  - 『ノムラでノムラだ♪ EXトラ!』で放送してきた阪神情報・特集コーナーを『MBSベースボールパーク』に組み込むことによって、『ノムラでノムラだ♪ EXトラ!』の放送時間を短縮させたため、番組史上初めて17時台からの2部構成で放送。17:46から18:00までは、前座扱いの第1部として、『MBSベースボールパーク』とテーマソングを共用しながら『もうすぐかめ友』というタイトルで放送していた。
- 2015年3月30日 - 2016年3月21日 18:00 - 19:00
  - 『上泉雄一のええなぁ!』の放送枠移動[3] や、『MBSベースボールパーク』前座コーナーの再編[4] を機に、『もうすぐかめ友』を終了。

## 出演者
メインパーソナリティ
- 亀山つとむ
  - 番組中に挿入されるインフォマーシャルの読み上げも担当。阪神の春季キャンプ期間中は、キャンプ地での取材にほぼ専念する関係で、滞在先から中継または電話リポートで出演する[5]。

パートナー
- 亀井希生（MBSアナウンサー）
  - 本来はスポーツアナウンサーではないものの、当番組への開始以前から、中日ドラゴンズ（以下「中日」と略記）のファンであることを担当番組で公言。当番組で阪神関連のニュースを伝える時にも、中日の話題に触れることが多い。
  - 岡田彰布がオリックス・バファローズ（以下「オリックス」と略記）の一軍監督に就いていた2010年〜2012年の放送では、同球団のニュースを伝える際に、彼独特の口調（「ほらお前、〜よ」）を真似ながらコメントを紹介。現在は、MBSラジオで2012年までの3年間野球解説者を務めた掛布雅之（元・阪神内野手）の口調を、折に触れて真似ている。
  - 2009年10月26日の放送には欠席。[6] 同局スポーツアナウンサーの近藤亨が、亀井の代役として出演した。

週替わりパーソナリティ（かめ友）
一部の人物は、『亀山つとむのスポーツマンデー!』にも、ゲストとして随時出演する予定。
- 森島寛晃（セレッソ大阪アンバサダー、元プロサッカー選手）
  - 毎日放送では、現役時代から『せやねん!』（テレビ）などの番組にゲストで出演。現役引退（2008年）の直後には、テレビ・ラジオで特別番組が放送された。当番組が、ラジオでの初レギュラー番組になる。
  - 「日本一腰の低いJリーガー」と呼ばれた現役時代と同様に、当番組への出演当初は遠慮がちに喋っていた[7]。そのため、メディアへの出演経験が長い亀山からは、たびたび「ストライカーらしくもっと前へ出てきて欲しい」と言われていた。しかし、2012年2月20日の放送では、阪神の春季キャンプを取材中の亀山に代わってスタジオパーソナリティを担当。2013年8月19日放送の時点では、「かめ友」の中で最も多くスタジオに登場している（通算39回）。
- 金子達仁（スポーツライター、ノンフィクション作家）
  - MBSラジオでは、『いざゆけ』へ定期的にゲスト出演。2005年11月からは、『MBSマンデースペシャル』で月に1回放送される「vs.金子達仁」で、パーソナリティを担当してきた。[8]
  - 当番組には放送開始以来、新年度の1回目（毎年4月第1週）の生放送へ必ず出演。最終回でもスタジオに登場した。また、他局での出演番組・他のメディアと違って、「熱烈な阪神ファン」としてのキャラクターを前面に押し出していた。
- 山田隆道（大阪府出身の漫画原作者、小説家、エッセイスト）
  - 2008年頃から、阪神ファン代表として、『いざゆけ』へゲストで数回出演していた。MBSラジオでは、当番組へのレギュラー出演をきっかけに、『MBSとらぐみタイガースライブ!』（2010年度・2011年度のナイターオフ番組）の木曜日や『子守康範　朝からてんコモリ!』（金曜日）でもレギュラーを務めている。
  - 現在は、野球関係の雑誌やスポーツ関係のサイト向けに、多数のコラムや小説を連載。2010年7月までは、少年ファンとして阪神タイガースの低迷期（1980年代後半〜1990年代）に目撃・経験したことをまとめたコラムを、当番組の放送に向けて書き下ろしていた（後述）。2015年2月23日放送分では、阪神の春季キャンプ取材中だった亀山に代わって、初めてスタジオパーソナリティを務めている。
- 大畑大介（大阪府出身のジャパンラグビートップリーグ・神戸製鋼コベルコスティーラーズアンバサダー、元ラグビー選手）
  - トップリーグのシーズン中でも、毎日放送の番組へ定期的に出演している。MBSテレビでは、2005年度以降、全国高校ラグビーのハイライト番組にゲスト解説者として登場。MBSラジオでも、月1回放送のナイターオフ番組『大畑大介のLet's Try スポーツ!』で、2004年から4年間パーソナリティを務めた。
  - 当番組には、選手としての活動やリハビリを優先することを条件に、現役選手時代から出演。2010年シーズンで現役を引退した後も、「スティーラーズのアンバサダー」としてレギュラー出演を続けている。
    - 引退直後から『ちちんぷいぷい』（MBSテレビ平日午後の情報生ワイド番組）にも月曜日→火曜日→月曜日へレギュラー出演。月曜日への出演期間中には、同番組への出演を終えてから当番組に登場する。『ちちんぷいぷい』のエンディングが「もうすぐかめ友」と重なる2014年4月以降の放送では、出演曜日を再び月曜日に変更した同年10月から、本編にのみ出演するようになった。

  - 2011年のラグビーワールドカップ期間中には、開催地のニュージーランドから、当番組に向けて電話でリポートを送っている。また、2012年2月27日の放送では、前述の森島に続いてスタジオパーソナリティ代理を務めた。
- 竹下佳江（元バレーボール選手・バレーボール全日本女子セッター）
  - MBSテレビでは、『せやねん!』や『スピリタス』（不定期で放送されるスポーツ選手のトーク番組）などのテレビ番組にゲストで登場。ラジオでの初レギュラーになる当番組には、プレミアリーグ (バレーボール)のJTマーヴェラスに所属していた時期から定期的に出演している。全日本女子のセッターとして銅メダルを獲得したロンドンオリンピックの直後に休養を発表するまでは、現役選手時代の大畑と同じ条件で、事前収録によるインタビューやメッセージを通じて登場することが多かった。
  - 休養期間からは、現役引退の表明（2013年5月）を経て、もっぱらスタジオに出演。ただし、かつて阪神に在籍していた江草仁貴（広島東洋カープ投手）との結婚を機に広島県へ移住してからは、以前に比べて登場の頻度が減っている。2014年12月に第1子の懐妊を発表したため、2015年の放送には当面出演しない予定。
  - 大のお笑い好きで、ミサイルマンなどの若手芸人と親しく交流。マーヴェラスの現役選手時代には、ミサイルマンが竹下と一緒に（または竹下の代理として）出演することもあった（後述）。

## タイムテーブル
前述のように放送枠が頻繁に変わることから、（『もうすぐかめ友』との）2部構成版・60分版（18:00 - 19:00）・90分版（18:00 - 19:30）に分けて記述。
時刻は目安、『 』内は放送で使われているタイトル。

### 2部構成版
2014年度の放送内容を基に作成。
- 17:46 - 第1部『もうすぐかめ友』
  - 前枠番組の『ノムラでノムラだ♪』から、ステブレレスで開始。基本として亀山・亀井のみの出演で、18時の時報直前まで放送する。ただし、「かめ友」がこの時間から登場することもある。
  - プロ野球シーズン中には、『MBSベースボールパーク』の実況音源を交えながら、放送前週の阪神の戦い振りを振り返る。また、リスナーからのメッセージを募集。YouTubeの公式チャンネルでは、当コーナーの時報直前から本編のエンディングまでの音源を、放送の翌日から公開している。
  - 『MBSベースボールパーク』としてプロ野球ナイトゲームを中継する場合には、他の中継曜日と同じく、当コーナーを前座コーナーの「もうすぐベースボールパーク」に充当。亀山・亀井に代わって、中継のスタジオ担当・石橋雅子が進行を務める。
- 18:00 -　第2部（本編）オープニング（出演するかめ友の紹介、亀山・亀井とのフリートーク、メッセージの募集告知）
  - タイトルコールでは、亀山が「かめ友」と言った後に、かめ友全員が「Sports Man Day」と叫ぶ音源が流れる。この時間から放送を開始していた時期には、当時の前枠番組の『ノムラでノムラだ♪ EXトラ!』から、時報をはさんでステブレレスで放送を始めていた。2部構成への移行後も、「かめ友」は基本として、この時間からエンディングまで出演する。
- 18:10 -　『かめ友 スポーツジャーナル』
  - 放送前週に起こったスポーツ関連の大きなニュースやこぼれ話を紹介。亀山とかめ友が、自身のプレー・取材・観戦経験を交えながら、トークを繰り広げる。進行役は亀井。
  - プロ野球情報が主体だった『いざゆけ』とは違って、競馬、競泳、格闘技、モータースポーツなどの話題を取り上げることもある。その一方で、2009年5月までは、『いざゆけ』に続いて井川慶への独占インタビュー“K's Voice”を不定期で放送していた。[9]
  - プロ野球シーズン中にプロ野球関連の情報を伝える場合には、ヘッドラインが「熱戦続くプロ野球」になることが多い。また、球団の名称をチーム名で呼んでいる（阪神→タイガース、中日→ドラゴンズなど）。
  - 選抜高等学校野球大会の期間中には、大会ダイジェスト番組の「春一番!センバツ甲子園」を当コーナーに内包。亀井がキャスターを務める。
  - 出演者が詳しい知識・情報をつかんでいないスポーツ（大相撲など）の話題を扱う際に、そのスポーツでの風習や常識を、野球やサッカーに例えて紹介することがある。そのせいか、的外れな話になったり、お門違いな批判になったりすることが少なくない。また亀山は、サッカーの話題を扱う場合に、前夜放送の『やべっちFC〜日本サッカー応援宣言〜』（テレビ朝日制作・関西地方ではABCテレビで同時ネット）で伝えられた情報を参考にしていることをたびたび明かしている。
  - ジングルには、「Marionette」を使用。『MBSとらぐみタイガースライブ!』を放送していた時期には、同番組内のスポーツニュース「とらぐみスポーツジャーナル」でもBGMに使われていた。
- 18:30 -　『亀山つとむの「ちょっとかめへん?」』
  - 最近のスポーツの話題から、亀山自身が疑問に思っていることを語るコーナー。コーナータイトルの通りに"ちょっとだけ"話す趣旨のため、特定の選手・団体・人物に物申すというスタンスを取らない。[10]
  - ディエゴ・マラドーナが2010FIFAワールドカップにアルゼンチン代表監督として登場してからは、海外のメディアで報じられた彼の発言を定期的に紹介。現在は、マリオ・バロテッリ（サッカーイタリア代表・ACミラン所属のフォワード）の個性的な行動・言動を取り上げることも多い。
  - 森島・大畑がパーソナリティ代理を務めた際には、『森島寛晃の「ちょっとかまん?」』（「かまん」は森島の地元・広島の言葉）『大畑大介の「ちょっとかまへん?」』というタイトルで放送された。
  - 2011年4月から5月16日までは、当コーナーの直後（18:35頃）に、『私をボートレースに連れてって』を放送。ボートレースに詳しい中川貴志（ランディーズ）が、ボートレース初心者の亀山・亀井やリスナーに向けて、事前収録（または生放送中のスタジオ）でレースの魅力や知識を語っていた。尼崎競艇場で「MBSラジオ1179賞競走」が開かれていた5月12日（木曜日）には、同競艇場で女性リスナーの参加による公開録音を実施。その模様を同月16日に放送した。
- 18:40 -　『かめ友プレゼンツ』（後述）
  - 2009年度のナイターオフ期間中には、18:50頃から5分間、NRN系列の企画ネット扱いで『かめ友　あの時あの言葉』を放送。アスリートのパートナー（家族・指導者・先輩など）が残した言葉（毎回1〜2語）とその背景を亀井が紹介してから、出演者でトークを繰り広げていた。
- 18:55 - 　エンディング（『かめ友 ご飯の友』）
  - 出演者全員が、現役・元アスリートや毎日放送の野球解説者が「ご飯の友」として勧める食品を、白飯とともに試食。次回放送などの告知を入れながら、番組を締めくくる。
  - 当コーナーがきっかけで、番組初のノベルティグッズとして、カレー味のふりかけを開発。2009年11月9日の放送から、番組全体でメッセージを採用されたリスナー全員に進呈していた。しかし、番組側の想定を越えるほどの高い人気と消費期限の制約から、2010年11月15日放送分を最後にふりかけのプレゼントを終了した。以降は、第2弾グッズとして開発した明石海苔を進呈。2014年5月からは、第1弾グッズと同様の理由で、「明石海苔ふりかけ」に変更している。

### 60分版
2011年4月以降の放送内容を基準に作成。2014年3月24日までは、基本として以下の内容で放送していた。2015年3月30日放送分から再開。
- 18:00 -　オープニング
- 18:10 -　『かめ友 スポーツジャーナル』
- 18:30 -　『亀山つとむの「ちょっとかめへん?」』
- 18:40 -　『かめ友プレゼンツ』
- 18:55 - 　エンディング（『かめ友 ご飯の友』）

### 90分版
2011年1月10日〜3月28日の放送内容を基準に作成。
- 18:00 -　オープニング
- 18:10 -　『かめ友 スポーツジャーナル』
- 18:45 -　『亀山つとむの「ちょっとかめへん?」』
- 18:50 -　『かめ友プレゼンツ』
  - 90分版の場合には、19:05頃まで放送。
- 19:07頃 -　『かめ友 お耳の友』
  - 現役・元アスリートが競技前などに愛聴している楽曲を1曲流しながら、その曲などにまつわるトークを出演者で繰り広げる。
- 19:10 -　 『かめ友 おかわり』
  - 番組冒頭から出演のかめ友に加えて、特定のスポーツへ並々ならぬ情熱を注ぐタレント1名（1組）が、当コーナーからエンディングまで登場。亀山・亀井・かめ友を前に、そのスポーツの魅力や見どころを語る。
- 19:25 - 　『かめ友 ご飯の友』

## 主なコーナー・企画

### かめ友プレゼンツ
かめ友が主役の週替わりコーナー。タイトルコールでは原則として、亀井が「かめ友プレゼンツ」と言った後に、当日出演のかめ友が以下のサブタイトルを述べる。
- 金子出演回のサブタイトルは、『金子達仁のスポーツキーワード』。長年の取材対象であるサッカーからアマチュアスポーツにわたるまで、鋭い視点で問題を提起。ただし、阪神の話題を扱う場合には、ファンの立場でエールを送っている。
- 森島出演回のサブタイトルは、『森島寛晃のワシが言ったるJ』。最近のサッカー界での話題や注目選手を取り上げる。森島は、広報や普及活動を担当するアンバサダーの立場で、セレッソ大阪の取り組みや試合結果・予定も紹介。[11] また、特に注目したテーマを、『森島セレクト』として語る。
- 山田出演回のサブタイトルは、『山田隆道の野球バナ』（2011年6月20日〜）。プロ野球の歴史や裏話を、資料などを引用しながら、山田ならではの目線で紹介する。
  - 番組開始当初から2010年7月までは、「暗黒時代」と呼ばれた阪神低迷期（1980年代後半〜2000年代初頭）の思い出にこだわった構成で、『あの時君は弱かった』を放送。コーナーの冒頭では、山田が出演前に書き下ろしたコラムを、亀井が朗読していた。
  - 2010年8月2日から2011年5月までは、『今週のブログ野球ニュース』を放送。山田の著書「野球バカは実はクレバー」（講談社）から派生した企画で、プロ野球関係者のブログをテーマに、その文体・メッセージの特徴を山田ならではの目線で紹介していた。BOØWYの楽曲をBGMなどで多用する当番組にあって、当コーナーのみ、ジェームスラストバンドの「バイブレーション」（『プロ野球ニュース』内のコーナー「今日のホームラン」のBGM）をバックで流していた。
- 大畑出演回のサブタイトルは、『大畑大介のWe Love ラグビー』。2012年まで漫才コンビとして活動していたつばさ・きよしが、大畑の高校時代にライバル・啓光学園高校（当時）のラグビー部で活動していた縁で、複数回にわたって出演したこともある[12]。なお、大畑が現役を引退してからは、ラグビーワールドカップやラグビー日本代表に関する話題を扱うことが多い。
- 竹下出演回のサブタイトルは、『関西一円ガンバレー』。竹下が事前収録のインタビューにも出演できない場合には、ミサイルマンが生放送か事前の収録に登場する。ミサイルマン曰く、「素顔の竹下さんは、番組に出る時よりずっと面白い」。

かめ友が出演しない週の「かめ友プレゼンツ」では、オリックスの選手・コーチをゲストに迎える『ギュギュっとバファローズ』（2014年7月までのタイトルは『しゃべってかめ友　ウシウシウォッチング』） か、かめ友・オリックス選手以外のアスリートをゲストに招く『かめ友さんいらっしゃい』を放送。いずれの場合にも、「かめ友プレゼンツ」以降のタイトルコールは、基本として亀山が担う。
- 『ギュギュっとバファローズ』では、当番組の放送日（月曜日）にプロ野球の公式戦を組むことが相対的に少ないこともあって、プロ野球のシーズン中にも現役のオリックス選手が随時登場する。
- 高校野球のシーズンには、高校野球の熱烈なファンであることを公言しているピン芸人のかみじょうたけしが『かめ友さんいらっしゃい』へ出演することがある。

## 主なゲストアスリート
上記のかめ友以外にも、番組開始当初から多数のアスリートをゲストに招いているため、複数回出演したアスリート、「スペシャルゲスト」としてスタジオ・収録に登場したアスリート、レギュラー出演者と関係の深いアスリートを中心に記載。放送上は、1回だけ出演したアスリートを含めて、（広義の）「かめ友ファミリー」と称している。
なお、（上記のかめ友を含めて）複数回出演したアスリートの情報・コメントを放送中に取り上げる場合には、亀井が「『かめ友』でお馴染みの〜さん（選手）」と紹介している。

### プロ野球
- 八木裕
  - 阪神二軍コーチへの就任後は、プロ野球のオフシーズンを中心に出演。その場合には、オープニングテーマが『いざゆけ!八木裕』時代の「スカイ・ハイ」に変わる。
- 井川慶（2013年の日本球界復帰・オリックスへの入団後もインタビューに出演）
- 北川博敏（兵庫県宝塚市出身のオリックス内野手→二軍打撃コーチ→プロジェクトマネジャー）
  - オリックス以前に在籍していた阪神で亀山のチームメートだった縁で、現役選手時代の2010年4月12日に、プロ野球のシーズン中でありながら当番組の生放送にゲストで初出演。2012年に現役を引退するまでは、かめ友扱いで、プロ野球シーズン中を含めて定期的に登場していた。
  - コーチ就任後の2013年からは、八木と同じく、プロ野球のオフシーズンにのみ出演していた。2015年からは、事業本部企画事業部所属のプロジェクトマネジャーとして、球団広報やオリックス主催試合中継での解説などを担当する。
- 岸田護（オリックス投手）
  - 北川より先に、NPBの現役野球選手では初めて当番組へ出演（2010年1月11日放送分）。
- 木佐貫洋（オリックス→北海道日本ハムファイターズ投手）
  - オリックス時代に『しゃべってかめ友　ウシウシウォッチング』へたびたび出演しては、野球にとどまらず趣味の鉄道・街歩きに関する話も披露。当番組のスタジオに登場した翌日（2013年1月22日）には、大引啓次・赤田将吾と共に球団から日本ハムへのトレードを通告された。しかし、日本ハムへ移籍した後も、折に触れてインタビューに登場。また、「かめ友　スポーツジャーナル」で木佐貫の登板試合を紹介する場合には、番組スタッフを通じて必ずコメントを寄せている。
  - オリックス時代からの番組グッズである明石海苔（前述）には、現在に至るまで木佐貫の似顔絵を入れたラベルを貼付。2013年6月からのプレゼント分には、木佐貫が前月にNPB全12球団から勝利を挙げたことを記念して、ラベルを日本ハムバージョンに新調している[15]。ちなみに、2014年5月から当番組のリスナープレゼントが「明石海苔ふりかけ」に決まったのは、プライベートで実食した木佐貫からの推薦による。
- 田口壮（亀山と同年齢のNHK野球解説者、元・オリックス内野手）
  - オリックス・バファローズの現役選手時代から、『しゃべってかめ友　ウシウシウォッチング』や特別番組・イベントに出演。2012年度のナイターオフ期間には、MBSラジオの『with…夜はラジオと決めてます』火曜日のパーソナリティとして、「DJデビュー」を果たした。
- 定岡正二（亀山と同じ鹿児島県出身の野球解説者、元・読売ジャイアンツ投手）
- 森脇浩司（オリックス監督時代の2013年6月10日放送分に、事前収録のインタビューで初出演）
- 伊藤光（オリックス捕手、プロ野球シーズン中の2013年7月1日・2014年6月2日放送分にスタジオへ生出演）
- 山村宏樹（仙台を拠点に活動する野球解説者、亀山の阪神時代のチームメート、現役時代の晩年に所属していた東北楽天ゴールデンイーグルス関連の話題を扱う場合に仙台から電話で出演）[16]
- 比嘉幹貴（オリックス投手、プロ野球シーズン中の2014年5月19日放送分にスタジオへ生出演）

### サッカー
- 川澄奈穂美（INAC神戸レオネッサ → シアトル・レインFC）
  - 番組主催の「スポーツクリニック」（後述）で講師を務めた縁で、2011年1月31日放送分に事前収録のインタビューで初出演。出演後に女子サッカー日本代表のフォワードとして出場したFIFA女子ワールドカップ2011で、日本代表の初優勝に貢献した。当番組では、その活躍を受けて、川澄に関する特別番組「かめ友スポーツサンデー　なでしこスペシャル! 〜私、川澄奈穂美が全て語ります〜」を編成している（後述）。
- 羽田憲司（セレッソ大阪スクールコーチ）
  - セレッソ大阪の現役選手時代から、2012年にヴィッセル神戸で現役を引退するまで定期的に出演。
- 本並健治（スペランツァFC大阪高槻監督、元・ガンバ大阪ゴールキーパー、大阪府出身）
- 中山雅史（コンサドーレ札幌の選手時代の2010年1月18日放送分にインタビューで出演）[17]

### バレーボール
- 高橋みゆき
  - バレーボール全日本女子代表チームにおける竹下の元・チームメート。現役引退後の2010年11月8日放送分で竹下の代役で初めて出演してから、複数回にわたってゲストで登場している。

### ラグビー
- 元木由記雄（大畑の元・チームメートで、2010年12月27日に初出演）[18]

### 陸上競技
- 伊東浩司（男子100m走の日本記録保持者、甲南大学准教授）

### レスリング
- 湯元健一・湯元進一兄弟（和歌山市出身）
  - ロンドンオリンピックに日本代表で出場する直前から、複数回にわたってインタビューで出演。

### 水泳
いずれも、2014年4月14日放送分にゲストで初出演。
- 山本貴司（近畿大学水泳部監督、アテネオリンピック200mバタフライ銀メダリスト・400mメドレーリレー銅メダリスト）
- 中尾美樹（近畿大学水泳部ヘッドコーチ、シドニーオリンピック女子200メートル背泳銅メダリスト）

### 備考
- 2009年12月14日の放送には、金子達仁・竹下に加えて、アメリカから帰国中の井川がスタジオへ初出演。[19] 番組開始以来初めて、同じ日に2人のかめ友の声が流れた。ただし、竹下はVリーグシーズン中のため、JTマーヴェラスの練習場（兵庫県西宮市）から事前収録で登場した。[20]
- 2010年2月8日の放送では、沖縄からの全編生中継（前述）を実施した関係で、同県で活動するスペル・デルフィン（大阪プロレス代表取締役社長、沖縄プロレス代表）が出演した。
- 2011年1月17日の放送では、名城信男（プロボクサー）が『かめ友さんいらっしゃい』で登場。後半では、Vプレミアリーグのシーズン中にもかかわらず、堺ブレイザーズの関係者（石島雄介・井上裕介・横田一義選手と応援団長のなおき）が出演した。
- 阪神タイガースのキャンプ地・宜野座村から放送した2011年2月14日には、亀山の現役時代のコーチで、MBSでも野球解説者を務めた川藤幸三（阪神タイガースOB会第7代会長、元・外野手）がオープニングから当コーナーまで出演した。同月21日には、亀山が高知県安芸市（阪神の2次キャンプ地）に取材で滞在した関係で、亀山の元チームメイト・久慈照嘉（阪神一軍守備走塁コーチ）が『かめ友さんいらっしゃい』、定岡智秋（高知ファイティングドッグス監督、元・南海ホークス内野手、定岡正二の実兄）が『かめ友さんいらっしゃい　おかわり』にそれぞれ登場した。
- 2011年5月23日は本来なら「阪神対西武」の生中継のため休止の予定だったが、雨天中止（予備カード補充もなしでナイター中継の方が休止）となったため急遽定時通りに放送が行われた。このため、かめ友を含めたゲストを迎えずに、亀山と亀井で阪神の現状について語り合う内容となった。2014年にも、5月26日に中継を予定していた阪神対ロッテ戦（甲子園）の中止が16時台に決まったことから、亀山・亀井のみのスタジオ出演で「もうすぐかめ友」を含めてレギュラー放送を急遽実施。本編（第2部）では、女子バレーボール・Vプレミアリーグの2013/14年シーズン総括を目的にあらかじめ収録していた竹下へのインタビューを、「蔵出し企画」として放送している。
- 2011年7月4日は、亀山が42歳の誕生日を迎えた直後に当たったことから、事前収録による八木のバースデーメッセージを放送。さらに、亀山の現役選手時代の恩師で、当番組のリスナーでもある梅本正之（阪神の独身寮「虎風荘」元寮長）が電話で出演した。
- 2012年最初の放送日に当たる1月2日には、事前収録による「お正月だよ!かめ友Sports Man day　大畑・上原・建山同窓会スペシャル!」をレギュラー放送枠で編成。かめ友の大畑に加えて、上原浩治・建山義紀（大畑の東海大学付属仰星高校時代の同級生で、収録時点ではいずれもテキサス・レンジャーズ投手）がゲストで出演した。

## 当番組からの派生企画

### イベント
- 毎年11月3日（2013年は11月2日）に長居公園（大阪市東住吉区）で開かれるMBSラジオのイベント「MBSラジオ秋まつり」で、小学3年生以下の少年少女を対象に、先着順で参加できる無料のスポーツ教室「スポーツクリニック」を実施。亀山が野球、森島とセレッソ大阪のスタッフがサッカーの基本技をそれぞれ指導する。
  - 2010年には、女子プロ野球の選手も、野球のコーチとして参加。2012年には、同年限りで現役を引退したばかりの田口が野球、Lリーグの選手時代に3年連続得点王になった大谷未央（セレッソ大阪サッカースクールコーチ）がサッカーのコーチを務めた。2013年には、同年限りで現役を引退したばかりの藤本敦士（阪神タイガース・東京ヤクルトスワローズ元選手）が、毎日放送の野球解説者として野球を指導している。
  - 2011年1月には、川澄を講師に招いたうえで、兵庫県篠山市で「スポーツクリニック」を実施した。
- 2012年・2013年には、民放ラジオ統一キャンペーン「ラジオがやってくる!」に、MBSラジオ代表で参加していた[21]。
  - 2012年2月29日には、公募から選ばれた兵庫県三田市の小学校を大畑・亀山・亀井が訪問。体育館でタグラグビーの指導や、鬼ごっこ風のゲームを実施した。同年3月5日に当番組で放送の「大畑大介のWe Love ラグビー」では、スタジオに大畑を招いたうえで、この模様を報告している。
  - 2013年には、前年と同じ要領で、森島の指導によるサッカークリニックを大阪府千早赤阪村の中学校で実施。同年3月4日の放送で、収録音源を交えながら報告している。

### 特別番組
MBSラジオが月曜日の20時台（20:00 - 21:00）または21時台（21:00 - 22:00）に編成する『MBSマンデースペシャル』（特別番組枠）で、当番組の本番に続いて「かめ友スペシャル　番外編」を放送することがある。
- 2009年10月26日には、亀山と近藤（亀井の代役）が本編に続いてスタジオに出演。かめ友の友として、当時セレッソ大阪のキャプテンだった羽田（森島の推薦）と壇辻勇佑（ジャパンラグビートップリーグ・近鉄ライナーズ所属のラグビー選手、山田の従兄弟）が事前収録のインタビューに登場した。なお、当日の本編に出演しなかった亀井も、亀山とともにインタビュアーを担当。以降の放送では、羽田をかめ友の1人とみなしている。
- 2010年10月18日には、同年春から関西を拠点に活動する女子プロ野球をテーマに、「今夜は”スポーツウーマンデイ”!!」というサブタイトルで放送。同リーグに加盟する球団から、同年度のタイトルを獲得した小西美加、川保麻弥（いずれも兵庫スイングスマイリーズ）、川端友紀、三浦伊織（いずれも京都アストドリームス）の各選手が、事前収録のインタビューに登場した。なお、インタビュアーは、亀山・亀井が担当。スタジオからの生放送パートには、亀山・亀井に加えて、日本女子プロ野球機構スーパーバイザーの太田幸司（毎日放送野球解説者）も出演した。
- 2010年度のプロ野球日本シリーズを直前に控えた2010年10月25日には、「教えます!日本シリーズを100倍楽しく聴く方法!」というサブタイトルで2週連続の生放送。同シリーズで対戦する千葉ロッテマリーンズ・中日ドラゴンズに投手として在籍した経験を持つ野球解説者のギャオス内藤（現役投手時代は本名の内藤尚行でプレー）、かみじょうたけし、代走みつくにがゲストで出演した。
- 2010年12月13日には、同年度Jリーグ ディビジョン1の3位でAFCチャンピオンズリーグへの初進出を決めたセレッソ大阪の特別番組「かめ友スペシャル番外編〜祝!ACL進出!セレッソ大阪をもっと知りたいスペシャル!〜」を生放送。亀井・亀山に加えて、サッカー初心者のファミリーレストラン (お笑いコンビ)、西川大介（同球団のホームゲーム・スタジアムDJ）、同球団の広報・『スポーツニッポン』の担当記者（いずれも女性）が出演した。同番組では、西川が選んだ同年度のセレッソ名場面を実況音源で流したが、かめ友の1人で同球団のアンバサダーを務める森島は登場していない。
- 2011年1月3日には、当番組の放送枠を18:00 - 19:30に拡大したうえで、「かめ友 新春番外編!亀山つとむの“薩摩っ子くらぶ”結成記念スペシャル」を放送。鹿児島県出身（出生地は大阪府）の亀山が、同県出身のスポーツ関係者による県人会（薩摩っ子くらぶ）の結成を目指すべく、木佐貫、定岡、前園真聖（元・サッカー日本代表）、宮下純一（元・競泳選手、北京オリンピック競泳400mメドレー銅メダリスト）をスタジオに招いた。
- 2011年8月14日（日曜日）には、『MBSサンデースペシャル』枠で事前収録による特別番組「かめ友スポーツサンデー　なでしこスペシャル! 〜私、川澄奈穂美が全て語ります〜」を編成。[22] 亀山・亀井が川澄のインタビュアーを務めたほか、インタビューに参加できなかった森島が亀山・亀井とともにスタジオパートへ出演した。なお放送後には、当番組の公式サイトから、放送済みの音源を期間限定で特別に配信していた。
- ロンドンオリンピック閉幕後の2012年8月27日には、「かめ友番外編〜ロンドンからお帰りなさい!これからもサッカーに注目していきますよスペシャル!〜」を放送。本編に続いて亀山・亀井・森島が出演したほか、金子と大谷未央（元・サッカー日本代表選手、出演時点ではセレッソ大阪サッカースクールコーチ）が同オリンピック・男女サッカーにおける日本代表の戦いを振り返った。また、亀山と松本麻衣子（毎日放送アナウンサー）による山口蛍・扇原貴宏・杉本健勇（いずれも同オリンピックサッカー男子日本代表で、放送時点ではセレッソ大阪に所属）のインタビューを事前収録で放送した。
- 2012年12月31日（月曜日）には、『政策情報　官邸発』をはさんだ2部構成（第1部・18:00 - 18:50→第2部・19:00 - 20:00）で、「かめ友Sports Man day〜年末番外編〜同級生DE忘年会スペシャル!」を放送。亀山・亀井に加えて、亀山と同年齢のプロ野球関係者（田口・斎藤隆・片岡篤史）がゲストで出演した。
- 2013年の最終放送日に当たる12月30日には、放送枠を12:30 - 19:00に拡大するとともに、「かめ友　大Sports Man day　年末スペシャル!」を編成。『MBSタイガースライブ』のスタジオ担当である豊永真琴をアシスタントに迎えたうえで、以下のパートごとにかめ友・アスリート・お笑い芸人・アナウンサーが登場した（☆印のパートには亀山・亀井も出演）。
  - 第1パート（12時台）☆森島、山口、柿谷曜一朗（セレッソ大阪所属のサッカー男子日本代表）
  - 第2パート（13時台）☆竹下、上屋敷綾（女子バレーボール・JTマーヴェラス主将）
  - 第3パート（14時台）：伊東、木佐貫、馬野雅行（毎日放送アナウンサー）
  - 第4パート（15時台）☆金子達仁
  - 第5パート（16時台）☆金子千尋・糸井嘉男（いずれもオリックス・バファローズ所属のプロ野球選手）
  - 第5パート（16:50 - 17:43）：近藤亨、かみじょう、ちゃらんぽらん冨好、山田スタジアム（いずれも『MBSタイガースライブ番外編』日曜版のレギュラー）
  - 第6パート（17:45 - 18:45）：『星野仙一の熱血仙一夜 悲願の日本一達成スペシャル』星野、藤本敦士（毎日放送野球解説者）、上泉雄一（毎日放送アナウンサー）
  - 最終パート（18:45 - 18:59）☆大畑
    - パートの合間には、『MBSニュース』・『お天気のお知らせ』・『MBS交通情報』を挿入したほか、BOØWYの楽曲やリスナーからのメッセージを随時放送。第3パートでは、出演者が全員鉄道ファンであることから、『MBSたびぐみ　とっておき旅ラジオ』（馬野がパーソナリティ陣の一員だった2009 - 2011年度のナイターオフ番組）の企画「鉄道の輪 鉄っていいとも!」を特別に復活させた。なお、第4・第5・最終パート以外のパートは事前に収録。通常の平日編成では『こんちわコンちゃんお昼ですょ!』の15時台後半に内包されている『ドライバーズ・リクエスト』（TBSラジオ制作のスポンサー付き番組）については、本編のネット受けを休止する代わりに、当該時間帯でスポンサーのCMのみ放送した。
- 2014 FIFAワールドカップ期間中の2014年6月15日・6月22日・6月29日・7月6日・7月13日・7月20日・7月27日（いずれも日曜日）には、亀井・金子の出演による期間限定番組「かめ友番外編　かめっちFCスペシャル!!〜サッカー・ブラジルでの挑戦〜」を、24 - 25時台（月曜日の0 - 1時台）に15分間放送[23]。金子が、主に電話を通じて、サッカー日本代表や強豪国代表の戦い振りを検証した。なお、YouTube上の公式チャンネルでは、各回の放送終了後から放送済みの音源も配信している。

### 書籍
2009年12月8日には、『あの時君は弱かった』（前述）での放送内容を基に、山田の著作で「阪神タイガース 暗黒のダメ虎史 あのとき虎は弱かった」をミリオン出版から発売（ISBN 4813021115）。 いわゆる「番組本」ではないが、亀山のコメントや、亀山と山田の対談が掲載されている。